# Stanley Biwott
Stanley Kipleting Biwott (21 aprile 1986) è un maratoneta keniota, vincitore di una maratona di Parigi e di una maratona di New York.

## Biografia
Si approccia alla disciplina nel 2006 allenandosi con il coach italiano Claudio Berardelli e prendendo parte lo stesso anno alla maratona di Carpi. L'anno seguente è stato la lepre alla Roma-Ostia in cui finisce terzo.
Nel 2012 ha vinto la maratona di Parigi con un tempo record di 2h05'11", mentre nel 2015 a trionfato a New York con un tempo di 2h10'34". Biwott si è inoltre classificato secondo in due edizioni della maratona di Londra nel 2014 e nel 2016, medesimo anno in cui ha partecipato ai Giochi olimpici di Rio de Janeiro 2016.

## Palmarès
| Anno | Manifestazione  | Sede           | Evento   | Risultato | Prestazione | Note |
| ---- | --------------- | -------------- | -------- | --------- | ----------- | ---- |
| 2016 | Giochi olimpici | Rio de Janeiro | Maratona | dnf       | dnf         |      |

## Altre competizioni internazionali
2006
- 7º alla Maratona d'Italia ( Carpi) - 2h14'25"

2007
- Bronzo alla Roma-Ostia ( Roma) - 1h01'20"

2009
- Oro alla Mezza maratona di Brasilia ( Brasilia) - 1h05'29"
- 6º alla Volta do Pampulha ( Belo Horizonte), 17,8 km - 53'48"
- 7º alla Corrida Internacional de São Silvestre ( San Paolo), 15 km - 46'33"
- Argento alla Corrida Tribuna ( Santos) - 28'57"

2010
- Argento alla Maratona di Reims ( Reims) - 2h09'41"
- Oro alla Maratona di San Paolo ( San Paolo) - 2h11'19"
- Oro alla Volta ao Cristo ( Poco de Caldas), 10 miglia - 53'40"
- Oro al Trofeu Ciudad de Sao Paulo ( San Paolo) - 29'34"
- Argento alla Corrida dos Reis ( Brasilia) - 29'43"

2011
- Oro alla Maratona di Chunchon ( Chunchon) - 2h07'03"
- Oro alla Mezza maratona di Azkoitia ( Azkoitia) - 1h00'23"
- Bronzo alla Mezza maratona di Porto ( Porto) - 1h01'10"
- Bronzo alla Mezza maratona di Zhuhai ( Zhuhai) - 1h01'39"

2012
- Oro alla Maratona di Parigi ( Parigi) - 2h05'12"
- Bronzo alla Maratona di Shanghai ( Shanghai) - 2h09'05"
- Oro alla Mezza maratona di Parigi ( Parigi) - 59'43"
- Oro alla Rock 'n' Roll Philadelphia Half Marathon ( Filadelfia) - 1h00'03"
- Oro alla Rock 'n' Roll San Antonio Half Marathon ( San Antonio) - 1h01'09"

2013
- 8º alla Maratona di Londra ( Londra) - 2h08'39"
- 5º alla Maratona di New York ( New York) - 2h10'51"
- Argento alla Ras Al Khaimah Half Marathon ( Ras al-Khaima) - 58'56"
- Oro alla Rock 'n' Roll Philadelphia Half Marathon ( Filadelfia) - 59'36"
- Oro alla Corrida de São Silvestre ( Luanda) - 28'31"

2014
- Argento alla Maratona di Londra ( Londra) - 2h04'55"
- 5º alla Mezza maratona di Delhi ( Nuova Delhi) - 59'18"
- 12º alla Corrida Internacional de São Silvestre ( San Paolo), 15 km - 47'10"
- Bronzo al Discovery Kenya Crosscountry ( Eldoret) - 29'32"

2015
- 4º alla Maratona di Londra ( Londra) - 2h06'41"
- Oro alla Maratona di New York ( New York) - 2h10'34"
- Oro alla City-Pier-City Loop ( L'Aia) - 59'19"
- Argento alla Great North Run ( Newcastle upon Tyne) - 59'24"
- Oro alla Mezza maratona di Bogotá ( Bogotà) - 1h03'15"
- Oro alla Corrida Internacional de São Silvestre ( San Paolo), 15 km - 44'31"

2016
- Argento alla Maratona di Londra ( Londra) - 2h03'51"
- Argento alla Ras Al Khaimah Half Marathon ( Ras al-Khaima) - 1h00'40"
- Oro alla Mezza maratona di Olomouc ( Olomouc) - 1h00'46"
- Argento alla We Run Rome ( Roma) - 28'52"

2017
- Oro alla Rock 'n' Roll San Antonio Half Marathon ( San Antonio) - 1h05'27"
- 4º alla Mezza maratona di Bogotá ( Bogotà) - 1h05'54"
- 8º alla Corrida Internacional de São Silvestre ( San Paolo), 15 km - 46'21"